# Ginza-itchōme (métro de Tokyo)
Ginza-itchōme (銀座一丁目駅, Ginza-itchōme-eki) est une station du métro de Tokyo sur la ligne Yūrakuchō dans l'arrondissement de Chūō à Tokyo. Elle est exploitée par le Tokyo Metro.

## Histoire
La station a été inaugurée le 30 octobre 1974.
En moyenne, 36 708 voyageurs ont fréquenté quotidiennement la station en 2015.

## Services aux voyageurs

### Accès et accueil
La station se compose d'un quai central encadré par les 2 voies de la ligne Yūrakuchō.

### Desserte

Installations
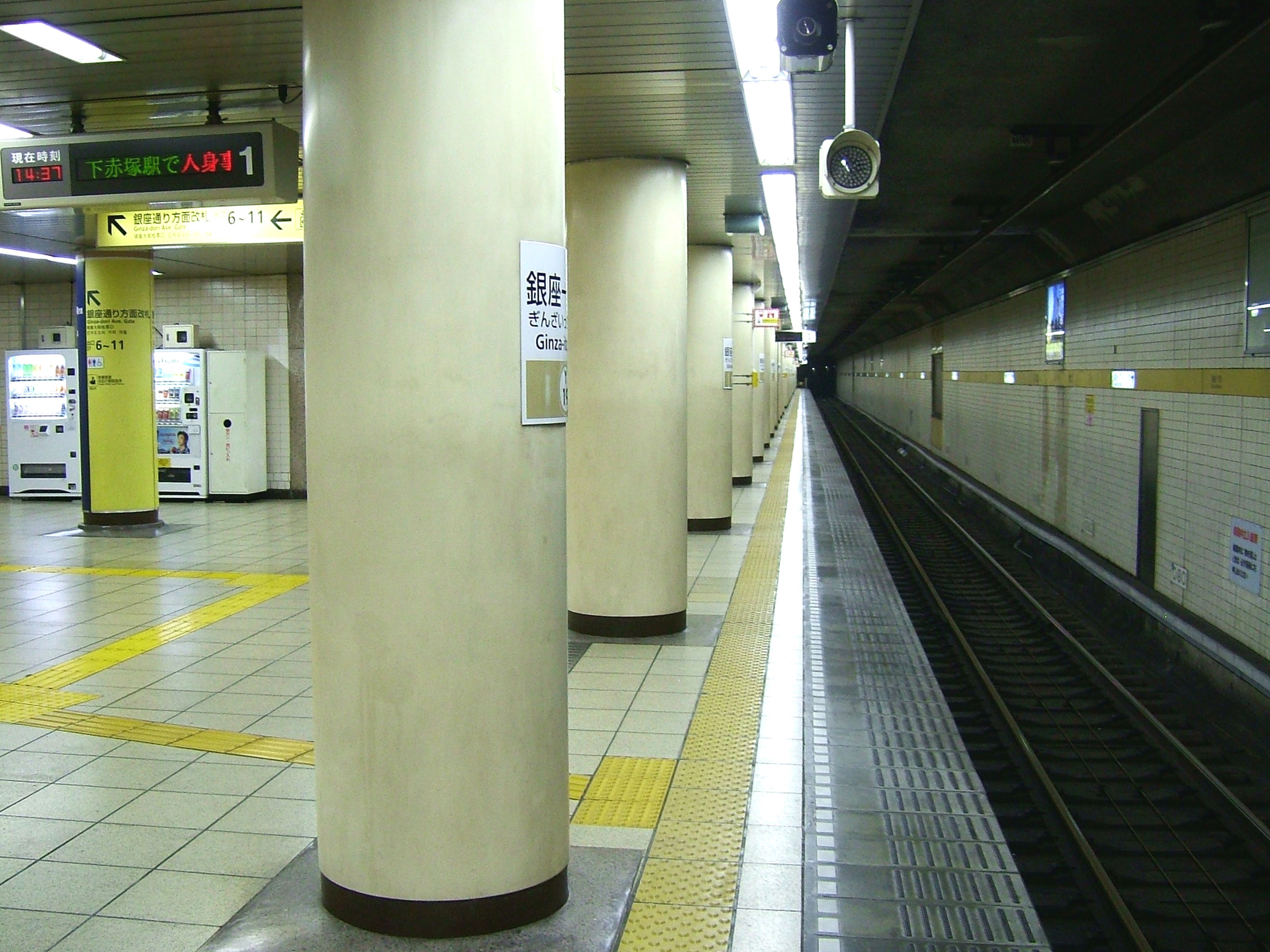
Quai de la ligne Yūrakuchō
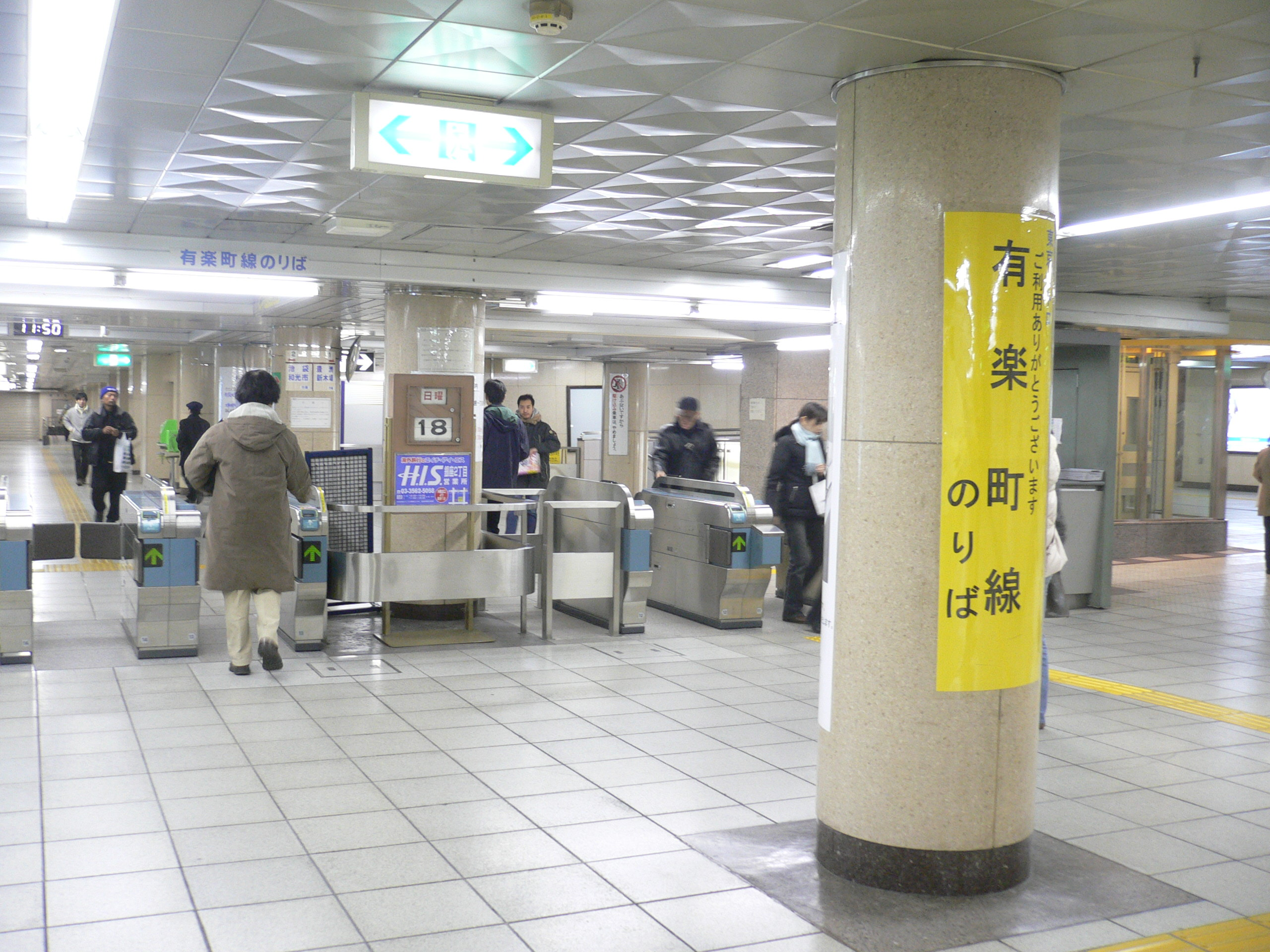
Ligne de contrôle

## À proximité
- Ginza